# Chad Marshall
Chad Marshall est un footballeur international américain né le 22 août 1984 à Riverside en Californie. Durant sa carrière professionnelle, il évolue au poste de défenseur central avec le Crew de Columbus et les Sounders de Seattle en MLS.

## Biographie

### En club
Marshall est repêché en 2e position lors de la MLS SuperDraft 2004 par le Crew de Columbus.
Le 12 décembre 2013, Marshall est transféré aux Sounders de Seattle en échange d'une allocation monétaire et d'un choix de 3e ronde.

## Palmarès

### Collectif
- MLS Cup : 2008 et 2016
- MLS Supporters' Shield : 2004, 2008, 2009 et 2014
- Lamar Hunt U.S. Open Cup : 2014

### Individuel
- Trophée du défenseur de l'année de MLS : 2008, 2009 et 2014
- MLS Best XI : 2008, 2009, 2014 et 2018